# 久茂地
久茂地（くもじ）は、沖縄県那覇市の地名。現行行政地名は久茂地一丁目から久茂地三丁目。郵便番号は900-0015。

## 地理
那覇市中心部に位置する。西側に松山、北側に前島、東側に牧志、東南側に松尾、泉崎、南西側に久米、東町と接し、沖縄県庁舎や那覇市役所にも近く、金融機関や放送局などが立地するオフィス街で、沖縄県の経済の中心地である。
古い文献では次の記載がある。
美栄（みー）橋から泉崎（いずんざち）橋にかけての久茂地（くもじ）川両岸に沿う。南は泉崎（いずんざち）村、東は古波蔵（くふあんぐわ）村・牧志（まちし）村、北は泊（とうまい）村。普門（ふもん）寺という寺があったことから、もとは普門寺村と称し、普文寺村とも記された（『琉球国由来記』）。もとは久米村の東側に位置する那覇役人の管轄する地域で、わずかに久米村に属する内金（うちがにく）宮周辺に数軒の家がある荒野であったという。康熙六年（一六六七）久米村の紫金大夫金正春城間親方が王命により宅地として整備、その際に普門寺の名をとって村名にし、この時から久米村の所属となったという（『球陽』尚質王二〇年条）。『中山伝信録』には普門寺があったところから普門地というとある。久米村の丘陵に近い地域を上の平（いーのふいら）といい、普門寺村はこの地域にあたるという（『南島風土記』）。その後那覇と同様宅地不足となり、尚敬王二一年（一七三三）には周辺の汀地が宅地として開発された（『球陽』）。轆轤の技術を琉球に伝えたとされ、安里掟となった大隅出身の鮫島六郎兵衛は当村に定住した（『久米村日記』沖縄教育史要）。以後当地には職人や技術職人が多数居住した（『南島風土記』）。
雍正一三年（一七三五）普門寺村から久茂地村へと名称が変更された（『球陽』尚質王二〇年条）。久茂地の名は久米村人が縁起のよい文字を選んだものという（南島風土記）。同年二月二六日の久茂地村屋敷図（県立図書館蔵）が作製された時期はまだ普門寺村で、その二、三ヵ月後に久茂地村への改名の申請が行われた（『球陽』）

## 交通

### モノレール
- 沖縄都市モノレール線
  - 県庁前駅

### バス
以下のバス停が存在する。
- 県庁北口バス停
- パレットくもじ前バス停（市内線用・片側のみ設置）
- 沖銀本店前バス停（市内線用・片側のみ設置）
- 琉銀本店前バス停（市内線用・片側のみ設置）
- 沖縄タイムス前バス停
- 若松入口バス停
- 松尾バス停（市内線用）
- 久茂地公民館前バス停
- 美栄橋駅前バス停

上記バス停のいずれかに停車する全ての路線を掲載する。
- 1番・首里牧志線　（那覇バス市内線）
- 2番・識名開南線　（那覇バス市内線）
- 5番・識名牧志線　（那覇バス市内線）
- 7番・おもろまち線　（沖縄バス）
- 10番・牧志新都心線　（那覇バス市内線）
- 11番・安岡宇栄原線　（那覇バス市内線）
- 15番・寒川線　（那覇バス市内線）
- 20番・名護西線　（琉球バス交通・沖縄バス）
- 21番・新都心具志川線　（琉球バス交通）
- 23番・具志川線　（琉球バス交通）
- 25番・普天間空港線　（那覇バス市外線）
- 27番・屋慶名（大謝名）線　（琉球バス交通・沖縄バス）
- 28番・読谷（楚辺）線　（琉球バス交通・沖縄バス）
- 29番・読谷（喜名）線　（琉球バス交通・沖縄バス）
- 30番・泡瀬東線　（東陽バス）
- 31番・泡瀬西線　（東陽バス）
- 32番・コンベンションセンター線　（沖縄バス）
- 33番・糸満西原（末吉）線　（那覇バス市外線）
- 45番・与根線　（那覇バス市外線）
- 46番・糸満西原（鳥堀）線　（那覇バス市外線）
- 52番・与勝線　（沖縄バス）
- 55番・牧港線　（琉球バス交通）
- 56番・浦添線　（琉球バス交通）
- 63番・謝苅線　（琉球バス交通）
- 77番・名護東（辺野古）線　（沖縄バス）
- 80番・与那城線　（沖縄バス）
- 87番・てだこ線　（沖縄バス）
- 88番・宜野湾線　（琉球バス交通）
- 90番・知花（バイパス）線　（琉球バス交通）
- 97番・琉大（首里）線　（那覇バス市外線）
- 98番・琉大（バイパス）線　（琉球バス交通）
- 99番・天久新都心線　（琉球バス交通）
- 101番・平和台安謝線　（那覇バス市外線）
- 109番・大里（真境名）線　（沖縄バス）
- 110番・長田具志川線　（琉球バス交通）
- 112番・国体道路線　（琉球バス交通）
- 120番・名護西空港線　（琉球バス交通・沖縄バス）
- 200番・糸満おもろまち線　（沖縄バス）
- 235番・志多伯おもろまち線　（沖縄バス）

### 道路
- 国道58号
  - 久茂地交差点
- 沖縄県道39号線
- 沖縄県道42号線
- 沖縄県道221号那覇内環状線・沖縄県道222号真地久茂地線

## 施設

### 久茂地一丁目
- 琉球銀行本店
- パレットくもじ - 県庁前交差点の西側に立地する9階建ての複合商業施設
  - リウボウ
  - パレット市民劇場
  - シネマパレット
  - 美栄橋郵便局（ゆうちょ銀行那覇支店）
  - 那覇市歴史博物館
  - 那覇市民ギャラリー
- 沖縄テレビ放送
- コンフォートホテル那覇県庁前
- ホテルサン沖縄
- 大同火災海上保険本店
- 鹿児島銀行沖縄支店
- 沖縄県事業承継・引継ぎ支援センター
- 沖縄ビジネス外語学院
- 産経新聞那覇支局
- 日本経済新聞那覇支局
- 沖縄県ソフトウェア事業協同組合
- 琉球料理美榮

### 久茂地二丁目
- 那覇久茂地郵便局
- 沖縄海邦銀行本店
- 沖縄タイムス本社
  - タイムスホール
  - 朝日新聞社那覇総局
- 琉球放送・琉球朝日放送本社
- 商工組合中央金庫那覇支店
- 三菱UFJモルガン・スタンレー証券那覇支店
- 第一生命保険那覇支社
- ホテルサンパレス球陽館

### 久茂地三丁目
- みずほ銀行那覇支店
- 沖縄銀行本店
- 沖縄海邦銀行松尾支店
- 那覇文化芸術劇場なはーと
- わしたショップ本店
- 國場組本社
- 台北駐日経済文化代表処那覇分処
- 美栄橋公園
- 日本分蜜糖工業会